# Коланци, Лилиана
Лилиана Коланци Серрате (исп. Liliana Colanzi Serrate, 27 марта 1981, Санта-Крус-де-ла-Сьерра) — боливийская писательница, журналистка, редактор.

## Биография
Родилась в семье боливийки из Бе́ни и итальянца из Абруцци. Любимыми книгами детства называет «Хайди» и «Алису в стране чудес».
Училась на отделении связей общественностью Частного университета Санта-Крус-де-ла-Сьерра, магистр латиноамериканистики Кембриджского университета. Получила докторскую степень в области сравнительного литературоведения в Корнеллском университете, где в настоящее время в звании «ассистент-профессор» читает лекции по латиноамериканской литературе. Её научные интересы фокусируются на постгуманизме и ирреальном в новой и новейшей латиноамериканской художественной литературе в контексте классовой, половой, расовой принадлежности.
В рамках редакторской работы особое внимание уделяет гибридным жанрам, «новой чувственности», проектам, не вписывающимся в устоявшийся литературный канон. В этом качестве сотрудничает с различными независимыми издательствами Колумбии, Аргентины, Коста-Рики, Перу, Чили.

## Творчество
Предпочитает творить в жанре новеллистики как в силу верности латиноамериканской традиции (в числе её любимых писателей — Рульфо, Сильвина Окампо, Рибейро), так и ввиду особой интенсивности событий, постоянного напряжения, присущего этому жанру. В её текстах, испытавших значительное влияние мифологии коренных народов Боливии, магический реализм переплетается с элементами научной фантастики, — по мнению отдельных литературоведов, это новое выражение «странной фантастики».
Упоминается в числе наиболее значимых боливийских авторов современности.

### Произведения
- «Вечные каникулы» (Vacaciones permanentes, 2010)
- «Волна» (La ola, 2014)
- «Наш мёртвый мир» (Nuestro mundo muerto, 2016)
- «Чако» (Chaco, 2020)
- «Вы светитесь в темноте» (Ustedes brillan en lo oscuro, 2022)